# Marion Heinz
Marion Heinz (* 6. April 1951 in Gummersbach) ist eine deutsche Philosophin.

## Leben
Marion Heinz studierte Philosophie, Germanistik und Geschichte an der Universität zu Köln bei Karl-Heinz Volkmann-Schluck, Wolfgang Janke und Hans Dietrich Irmscher. Im Anschluss an das Erste Staatsexamen promovierte sie 1980 an der Bergischen Universität Wuppertal mit der Dissertation Zeitlichkeit und Temporalität. Die Konstitution der Existenz und die Grundlegung der Ontologie im Frühwerk Martin Heideggers. Nach dem Referendariat war sie von 1984 bis 1990 wissenschaftliche Mitarbeiterin im Fach Philosophie an der Universität Bielefeld.
1990/91 habilitierte sich Marion Heinz an der Universität Wuppertal mit der Arbeit Sensualistischer Idealismus. Untersuchungen zur Erkenntnistheorie und Metaphysik des jungen Herder 1763–1778.
Von 1991 bis 1995 war Marion Heinz Hochschuldozentin an der Universität Wuppertal, Mitglied des Graduiertenkollegs „Hermeneutik und Phänomenologie“ an den Universitäten Wuppertal und Bochum und vertrat zwischenzeitlich eine Professur für Philosophie an der Christian-Albrechts-Universität zu Kiel. Von 1995 bis 1998 war sie Professorin für Philosophie mit einem Schwerpunkt in feministischer Philosophie an der Gerhard-Mercator-Universität Duisburg und Mitglied des transatlantischen Graduiertenkollegs „Subjekt und Person“. 1998 nahm sie den Ruf auf den Lehrstuhl Theoretische Philosophie an der Universität Siegen an. Dort lehrte und forschte sie bis zu ihrer Emeritierung im Jahr 2016.
Von 2000 bis 2005 organisierte Marion Heinz – gemeinsam mit dem Philosophen Goran Gretić (Universität Zagreb) und dem Germanisten Gilbert Merlio (Universität Paris Sorbonne) – Kurse am Inter-University Centre (IUC) Dubrovnik zum Thema „Zeitanalyse und Kulturkritik in der Philosophie des 20. Jahrhunderts“. 2006 war sie Visiting Fellow am Sidney Sussex College der Universität Cambridge (UK).
Marion Heinz gehört den wissenschaftlichen Beiräten des Philosophischen Jahrbuchs, des Philosophischen Literaturanzeigers und der Martin-Heidegger-Briefausgabe an.
2018 erhielt sie die Herder-Medaille der Internationalen Herder-Gesellschaft.

## Forschung
Forschungsschwerpunkte von Marion Heinz sind:
- Philosophie der europäischen Aufklärung, insbesondere Herder und Kant;
- Phänomenologie, insbesondere Heidegger[3], und
- philosophische Geschlechterforschung.

## Schriften

### Monographien
- Zeitlichkeit und Temporalität. Die Konstitution der Existenz und die Grundlegung der Ontologie im Frühwerk Martin Heideggers. Würzburg 1982.
- Sensualistischer Idealismus. Untersuchungen zur Erkenntnistheorie und Metaphysik des jungen Herder (1763–1778). Meiner, Hamburg 1994, ISBN 978-3-7873-1135-4.

### Editionen (Auswahl)
- Martin Heidegger: Nietzsches metaphysische Grundstellung im abendländischen Denken. Die ewige Wiederkehr des Gleichen. Gesamtausgabe Bd. 44, Frankfurt/M. 1986.
- Manfred Baum: Kleine Schriften 1. Arbeiten zur theoretischen Philosophie Kants, Berlin: De Gruyter 2019.
- mit Heinrich Clairmont und Hans Dietrich Irmscher (†): Johann Gottfried Herder: Studien und Entwürfe. Manuskripte aus dem Nachlass. Stuttgart: Frommann-Holzboog (in Vorbereitung).

### Herausgeberschaften (Auswahl)
- mit Sabine Doyé und Friederike Kuster: Philosophische Geschlechtertheorien. Ausgewählte Texte mit Kommentar und Bibliographie. Stuttgart: Reclam 2002, ISBN 978-3-15-018190-4.
- mit Sabine Doyé und Udo Rameil: Metaphysik und Kritik. Festschrift für Manfred Baum. Berlin: De Gruyter 2004, ISBN 978-3-11-017445-8.
- mit Goran Gretić: Philosophie und Zeitgeist im Nationalsozialismus. Würzburg: Königshausen & Neumann 2006, ISBN 978-3-8260-3298-1.
- mit Martin Rühl: Quentin Skinner. Visionen des Politischen. Frankfurt: Suhrkamp 2009, ISBN 978-3-518-29510-6.
- mit Sabine Doyé und unter Mitwirkung von Friederike Kuster: Geschlechterordnung und Staat. Legitimationsfiguren der politischen Philosophie (1600-1850). Berlin: De Gruyter 2012, ISBN 978-3-05-004358-6.
- mit Violetta Stolz und Martin Bondeli: Wille, Willkür, Freiheit. Reinholds Freiheitskonzeption im Kontext der Philosophie des 18. Jahrhunderts. Reinholdiana Volume 2. Berlin/Boston: De Gruyter 2012, ISBN 978-3-11-027324-3.
- Herders "Metakritik": Analysen und Interpretationen. Stuttgart-Bad Cannstatt: frommann-holzboog 2013, ISBN 978-3-7728-2599-6.
- mit Sidonie Kellerer und unter Mitwirkung von Tobias Bender: Martin Heideggers »Schwarze Hefte« – Eine philosophisch-politische Debatte. Berlin: Suhrkamp 2016, ISBN  978-3-518-29778-0.
- mit Tobias Bender: "Sein und Zeit" neu verhandelt: Untersuchungen zu Heideggers Hauptwerk. Hamburg: Felix Meiner 2019, ISBN 978-3-7873-3435-3.

### Aufsätze (Auswahl)
- Die Bestimmung des Menschen. Herder contra Mendelssohn. In: B. Niemeyer (u.a) (Hrsg.): Philosophie der Endlichkeit. Festschrift für Erich Christian Schröder zum 65. Geburtstag. Würzburg 1991, S. 263–285. online
- Historismus oder Metaphysik? Zu Herders Bückeburger Geschichtsphilosophie. In: Martin Bollacher (Hrsg.): Johann Gottfried Herder – Geschichte und Kultur. Würzburg 1994, S. 75–85. online
- Schönheit als Bedingung der Menschheit. Ästhetik und Anthropologie in Schillers ästhetischen Briefen. In: M. Baum (Hrsg.): Transzendenz und Existenz. Festschrift für Wolfgang Janke zum 70. Geburtstag. Amsterdam/New York 2001, S. 121–137.
- Kants Fundierung von Begriff und Urteil in der ursprünglich synthetischen Einheit der Apperzeption. Überlegungen im Anschluß an Klaus Reich. In: M. Heinz (u. a.) (Hrsg.): Metaphysik und Kritik. Festschrift für Manfred Baum. Berlin 2004, S. 137–152.
- Volk und Führer. Untersuchungen zu Heideggers Seminar "Über Wesen und Begriff von Natur, Geschichte und Staat" (1933/34). In: A. Denker/H. Zaborowski (Hrsg.): Heidegger-Jahrbuch 5. Heidegger und der Nationalsozialismus II, Interpretationen. Freiburg/München 2009, S. 55–75.
- Johann Georg Sulzer und die Anfänge der Dreivermögenslehre bei Kant. In: F. Grunert (u. a.) (Hrsg.): Johann Georg Sulzer (1720–1779): Aufklärung zwischen Christian Wolff und David Hume. Berlin 2011, S. 83–100.
- Artikel: Kulturtheorie. Immanuel Kant. In: R. Konersmann (Hrsg.): Handbuch Kulturphilosophie. Stuttgart 2012, S. 70–77.
- Moralpsychologie statt Metaphysik der Sitten. Untersuchungen zu Reinholds Konzeption von praktischer Vernunft. In: M. Heinz (u. a.) (Hrsg.): Wille, Willkür, Freiheit. Reinholds Freiheitskonzeption im Kontext der Philosophie des 18. Jahrhunderts. Reinholdiana Volume 2. Berlin/Boston 2012, S. 167–192.
- Vernunft ist nur Eine. Untersuchungen zur Vernunftkonzeption in Herders Metakritik. In: M. Heinz (Hrsg.): Herders "Metakritik". Analysen und Interpretationen. (= problemata 154). Stuttgart-Bad Cannstatt 2013, S. 163–194.
- Love and recognition in Fichte and the alternative position of de Beauvoir. In: J. Walker (Hrsg.): The Impact of Idealism. The Legacy of Post-Kantian German Thought. Vol. II. Historical, Social and Political Thought. Cambridge 2013, S. 277–299.